# Helmuth Johnsen

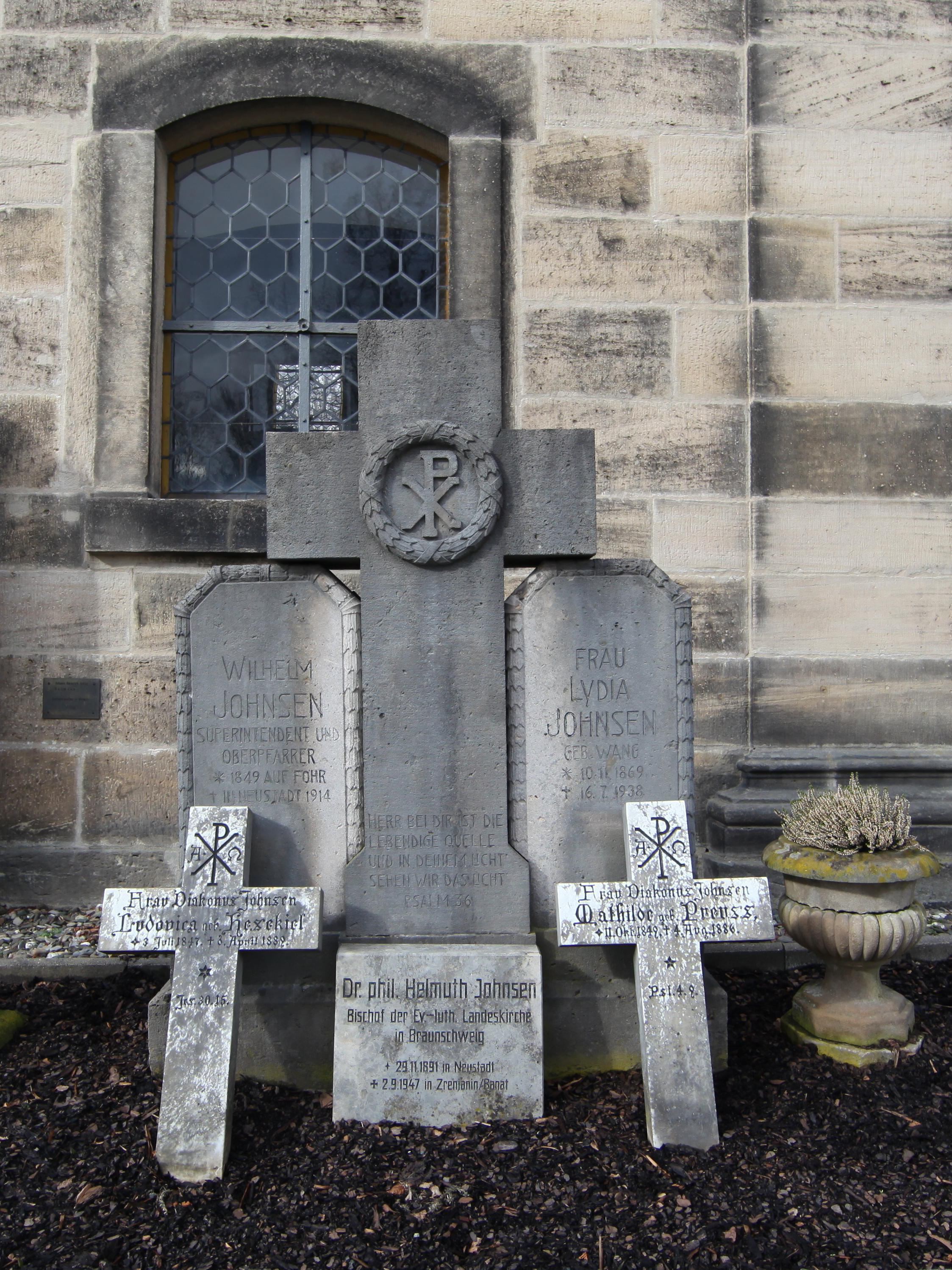
Grabstein auf dem Neustädter Friedhof

Helmuth Johnsen (* 29. November 1891 in Neustadt bei Coburg; † 2. September 1947 im Lager Zrenjanin/Jugoslawien) war ein evangelischer Bischof, völkischer Aktivist und Mitglied der Deutschen Christen.

## Leben
Johnsen wuchs als Sohn des Oberpfarrers in Neustadt bei Coburg auf und besuchte in Coburg das Gymnasium Casimirianum. Anfangs studierte er in Kiel Rechtswissenschaft. Anlässlich des Streits um den Kölner Pfarrer Carl Jatho begann er das Studium der evangelischen Theologie, unter anderem in Leipzig, Erlangen und Halle (Saale). Während seines Studiums wurde er Mitglied beim Verein Deutscher Studenten Erlangen. Während des Ersten Weltkriegs unterbrach er dies, meldete sich als Kriegsfreiwilliger und wurde als Reserveoffizier eingesetzt. Im April 1919 bestand Johnsen das theologische Examen und wurde Vikar sowie bis 1929 Pfarrer in Gauerstadt. Dort heiratete er Alice Hansen, eine Schwester von Georg Alexander Hansen.
Johnsen unterstützte die gegen die Weimarer Republik kämpfende Brigade Ehrhardt und wurde in der völkischen Bewegung aktiv. Johnsen baute in Franken den Jungdeutschen Orden auf, der ab April 1923 die Zeitung Coburger Warte herausgab. Johnsen, ein radikaler Antisemit, war verantwortlich für den Inhalt und den politischen Teil der Zeitung, die unter anderem auch Hetzartikel gegen Juden veröffentlichte. Beim Hitler-Ludendorff-Putsch wartete er als Führer der Völkischen in der fränkisch-thüringischen Region auf den Befehl zum Marsch auf Berlin. Nach dem Scheitern des Putsches bekämpfte er von 1924 bis 1928 als Abgeordneter des Völkischen Blocks im Bayerischen Landtag die Weimarer Republik.
Im Jahr 1928 promovierte Johnson an der Universität Erlangen mit dem Thema Das Staatsbild J. G. Fichtes. 1929 bis 1934 war er Hauptpfarrer am Dom zu Lübeck. Am 17. Oktober 1930 wurde der Sohn Hartmut, ab 1991 Konsistorialpräsident der Kirchenprovinz Sachsen, geboren.
Zum 1. Mai 1933 trat Helmuth Johnsen der NSDAP bei (Mitgliedsnummer 2.810.603). Im Juni 1934 wurde er kommissarisch mit der Leitung der Evangelisch-Lutherischen Landeskirche in Braunschweig beauftragt. Am 15. November 1934 wurde er vom Landeskirchentag zum Landesbischof gewählt. Anschließend erklärte er: „Jeder im Lande soll wissen, daß ich Nationalsozialist bin.“ Eines seiner erklärten Ziele als Kirchenführer war „die Anerkennung des Nationalsozialismus als Raum, in dem die kirchliche Verkündigung geschehen und wirken soll“. Die Familie zog nach Wolfenbüttel um. 1936 wurde er Reichsobmann des Deutschen Evangelischen Männerwerks.
1937 gehörte er zu denen, die Die Erklärung der 96 evangelischen Kirchenführer gegen Alfred Rosenberg wegen dessen Schrift Protestantische Rompilger unterzeichneten.
Nach dem Überfall auf Polen und dem Ausbruch des  Zweiten Weltkriegs schrieb er am 4. September 1939 im Amtsblatt: „Die Entscheidung ist gefallen. Der Feind will den Krieg.“ Ab 1940 nahm er als Reserveoffizier am Zweiten Weltkrieg teil. Im Frühjahr 1945 geriet er in jugoslawische Kriegsgefangenschaft und wurde dort 1947 erschossen. Der Lagerkommandant ließ verlauten, dass dies auf der Flucht geschah, während Mitgefangene von Mord ausgingen, weil Johnsen nie Fluchtgedanken geäußert hatte und es dazu auch keine Anzeichen gab.